# روب ديفيس (رجل أعمال)
روب ديفيس هو شخصية أعمال كندي، ولد في 1964.